# Joss Christensen
Joss Christensen (* 20. prosince 1991, Salt Lake City) je americký akrobatický lyžař.
Na olympijských hrách v Soči roku 2014 vyhrál závod ve slopestylu, při olympijské premiéře této disciplíny. V této disciplíně byl o rok později druhý na X games. Ve světovém poháru vyhrál dva závody, na stupních vítězů stál čtyřikrát. V boji o malý křišťálový glóbus ve skikrosu skončil v roce 2015 druhý. Po hrách v Soči absolvoval pět operací kolene, konec závodní kariéry ohlásil v roce 2019.